# Catherine Bellier
Catherine-Henriette Bellier, baronessa di Beauvais (Poitou, 1614 – Arrou, 7 giugno 1689), è stata una nobildonna francese.

## Biografia
Era la figlia di Martin Bellier, un commerciante di prodotti tessili. Entrò a corte e divenne cameriera e confidente della regina Anna d'Austria e sposò Pierre Beauvais nel 1634 a Saint-Germain-en-Laye. Fece costruire a Parigi, il famoso Hôtel de Beauvais.
Non si hanno ritratti o incisi di Catherine, Saint-Simon la descrive come una "creatura di grande spirito, molto audace, galante ".
Anche se non particolarmente affascinante, forse anche cieca, ebbe molti amanti, tra cui l'arcivescovo di Sens.
Incontrò il giovane Luigi XIV nei corridoi del Louvre e iniziarono una breve relazione. In realtà, fu nominata dalla regina madre per insegnare i piaceri della carne al re, che aveva solo sedici anni, ricevendo un castello e una pensione di 2.000 lire come ricompensa per i suoi servizi. Il marito ricevette il titolo di barone.
Alla morte del marito nel 1674, si trovò sommersa dai debiti e a causa della sua età avanzata fu costretta ad allontanarsi da corte.